# فرشته نیرومند
فرشتهٔ نیرومند (لهستانی: Pod Mocnym Aniołem) فیلمی لهستانی در سبک درام به کارگردانی وویچیخ اسماژوفسکی است که در سال ۲۰۱۴ منتشر شد.